# Riquet (famiglia)

Stemma della famiglia Riquet de Caraman

La famiglia Riquet è una famiglia originaria della Linguadoca (Béziers), nobilitata nel 1666.
Alla fine del XVIII secolo si è divisa in due rami: Riquet de Caraman (Francia) e Riquet de Caraman-Chimay (Belgio).

## Storia
I genealogisti non sono d'accordo sull'origine di questa famiglia, né sul suo possibile attaccamento a quello dei Riquetti de Mirabeau. Allo stesso modo, i documenti del Gabinetto dei Titolo sono contraddittori su questo argomento.
Alcuni autori sostengono che questa famiglia abbia avuto origine in Italia, dove era conosciuta Arrighetti, giunse a Marsiglia nel XV secolo ed è stato scritto da Honoré Riquety, il cui figlio John, primo console di Marsiglia nel 1562 , avrebbe lasciato tra l'altro antenato Honoré Mirabeau Riquetti e Reynier che si stabilì a Beziers e era l'antenato dei Riquet de Caraman.
Henri Woelmont de Brumagne e André Borel d'Hauterive credono che si tratti di due famiglie completamente diverse.
La famiglia Riquet fu nobilitata con lettere patenti dal 20 novembre 1666 e confremata nel 1670.
Alla fine del XVIII secolo, la famiglia Riquet si divise in due rami: i Riquet de Caraman (Francia) e i Riquet de Caraman-Chimay (Belgio).

## Rami
Victor Maurice Riquet, conte di Caraman (1727-1807), sposò nel 1750 Marie Gabrielle d'Alsace Hénin-Liétard (1728-1800), sorella ed erede di Charles Alsazia Hénin-Liétard (1744-1794), ultimo principe di Chimay e il Sacro Romano Impero. Ebbero due figli che formarono i due rami chiamati Riquet de Caraman e Riquet de Caraman-Chimay.

### Ramo di Caraman (Francia)
Questo ramo ricevette il titolo di duca-pari ereditario per un ordine del 10 maggio 1830, non seguito da lettere patenti: è quindi un titolo irregolare perché incompleto.
Il titolo ducale fu tuttavia confermato dal decreto imperiale del 19 giugno 1869 e dalle lettere del 4 maggio 1870, in favore di Victor-Charles-Emmanuel Riquet de Caraman. Morì scapolo il 6 luglio 1919 e il titolo ducale morì con lui.
Il titolo di "Duca di Caraman" fu tuttavia concesso ai discendenti di suo fratello.

### Ramo di Caraman-Chimay (Belgio)

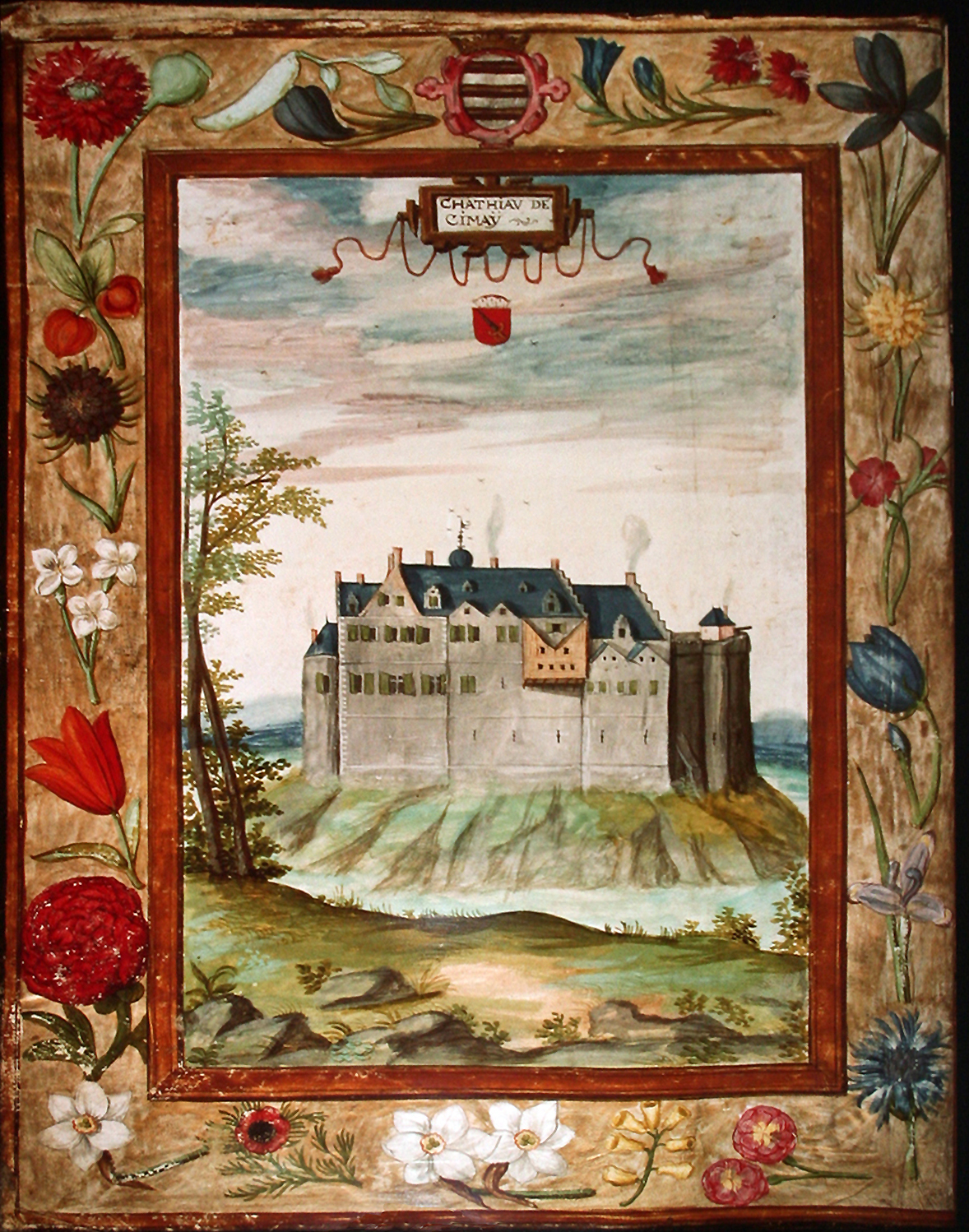
Castello di Chimay.

François-Joseph Riquet de Caraman (1771-1843), fu riconosciuto principe di Chimay dal decreto del re dei Paesi Bassi del 21 settembre 1824.
Il titolo del principe di Caraman riconosciuto in Belgio con lettere del re del Belgio il 20 aprile 1856 e il 15 marzo 1867.
Con lettere patenti del re del Belgio del 5 ottobre 1889, a tutti i figli maschi è permesso di portare il titolo di principe di Caraman-Chimay e tutti i discendenti femminili di Contessa di Caraman-Chimay.

## Membri famosi
Ramo de Caraman (Francia)
- Pierre-Paul Riquet, barone di Bonrepos (1609-1680), che supervisionò la costruzione del canal du Midi. Sposatosi nel 1638 con Catherine de Milhau, venne nobilitato bel 1666 e confermato nel 1670.
- Victor Maurice de Riquet de Caraman (1727-1807), detto il marchese de Caraman, generale delle truppe del re, si sposò nel 1750 con Marie-Anne d'Alsace de Hénin-Liétard, principessa di Chimay e Sacro Romano Impero
- Louis Charles Victor de Riquet de Caraman (1762-1839), diplomatico francese ;
- Maurice Gabriel de Riquet de Caraman (1765-1835), militare francese ;
- Adolphe de Riquet de Caraman (1800-1876), esploratore francese ;
- Georges-Ernest-Maurice de Riquet de Caraman (1845-1931) ;
- Sibylle Gabrielle Riqueti de Mirabeau (1849-1932), scrittrice;

Ramo de Caraman-Chimay (Belgio)

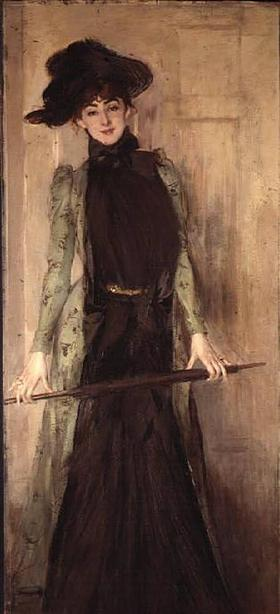
La Principessa de Caraman-Chimay, in seguito Madame Jourdan, ritratta da Giovanni Boldini nel 1889

- François-Joseph-Philippe de Riquet (1771–1843), principe de Chimay (titolo dei Paesi Bassi 1824);
- Joseph de Riquet de Caraman-Chimay (1808-1886);
- Joseph di Riquet de Caraman-Chimay (1836-1892);
- Joseph de Caraman Chimay (1858-1937);
- Marie-Clotilde-Élisabeth Louise de Riquet;
- Valentine de Riquet de Caraman Chimay, principessa Bibescu;
- Élisabeth de Riquet de Caraman-Chimay;

## Genealogia parziale

### prima del titolo nobiliare
Antoine Riqueti:
1. Honoré (1458 - ?)
2. Reynier (1460 - 1527) - sposò Marguerite Roux:
  1. Nicolas de Riquet - sposò Béatrix Bordier:
    1. Guillaume (1555 - 1632) - sposò Guillemette Lasaule (c.1578 - 1638):
      1. Pierre-Paul (26 giugno 1609 - 4 ottobre 1680) - sposò Catherine de Milhau:
        1. Jean Mathias, conte di Caraman (1638 - 1714) - sposò Marie Madeleine de Broglie (1675 - 1699); sposò poi Marie Louise Eyquem de Montaigne (? - 1754): . discendenti vedi sotto: Linea nobiliare

    2. Jacques (1563 - ?):
      1. Louis - sposò Gilette Boysin:
        1. Claude (c.1610 - ?) - sposò Magdelene Dubois (1611 - ?):
          1. Claude (1640 - 1693)
          2. Jacques (1652 - ?) - sposò Marguerite Frager (1658 - 1750):
            1. Françoise (1686 - ?)
            2. Jacques (1688 - 1756)
            3. Louis Claude (23 maggio 1703 - 23 novembre 1751) - sposò Marguerite Bourdet (1703 - ?):
              1. Louis Balthazar (1729 - 1799) - sposò Marie Marguerite Jeanne Dumont (1729 - 1803):
                1. Nicolas Balthazar (1759 - 1792):
                  1. Nicolas Théodore (1789 - ?):
                    1. Séraphin Auguste

                2. Louis Marie (1763 - ?)
                3. Jacques Séraphin (1766 - 1842)
                4. Jeanne Angélique (1769 - ?)
                5. François Auguste (1771 - ?)

### Linea nobiliare
Jean Mathias, conte di Caraman (1638 - 1714) - sposò Marie Madeleine de Broglie (1675 - 1699); sposò poi Marie Louise Eyquem de Montaigne (? - 1754):
- (I) Victor Pierre François (4 aprile 1698 - 21 aprile 1760) - sposò Louise Madeleine Antoinette Portail de Vaudreuil:
  1. Antoine Jean Louis (17 ottobre 1729 - 27 febbraio 1759) - sposò Cathérine Petronille Victoire de Riquet de Bonrepas (18 agosto 1740 - 1778)
  2. Louis, marchese di Caraman (26 novembre 1731 - 24 maggio 1808) - sposò Marie Charlotte Eugénie de Bernard de Montessus de Rully (1739 - 1800):
    1. Madeleine Charlotte Thais (1764 - 1854) - sposò Henri de Chaumont de Quitry, marchese di Quitry (1765 - 1848): con discendenza;
    2. Pélagie (1769 - 1819) - sposò Maurice de Mac Mahon, conte (14 ottobre 1754 - 22 marzo 1831): con discendenza;
    3. Christine Marie Françoise (23 maggio 1774 - 28 marzo 1833) - sposò Caprais de Grossolles, marchese di Flamarens (26 maggio 1762 - 25 ottobre 1837): con discendenza;
    4. Madeleine Charlotte
    5. Agathe Ange Marie

  3. Victor Maurice (16 giugno 1727 - 24 gennaio 1807) - sposò Marie Anne Gabrielle Josephe Francoise Xaviere de Hénin-Liétard, principessa di Chimay (29 marzo 1728 - 25 giugno 1800):
    1. Victor Louis Charles, duca di Caraman (24 dicembre 1762 - 25 dicembre 1839) - sposò Joséphine Léopoldine Ghislaine de Mérode (3 ottobre 1765 - 11 febbraio 1824):
      1. Victor Marie Joseph Louis (1786 - 1837) - sposò Marie Anne Gabrielle Joséphine Françoise de Riquet (8 novembre 1792 - 12 gennaio 1823):
        1. Victor Charles Antoine, II duca di Caraman (7 febbraio 1811 - 4 aprile 1868) - sposò Victurnienne Louise de Berton des Balbes de Crillon (2 marzo 1818 - 8 ottobre 1885):
          1. Victor, III duca (15 febbraio 1839 - 6 luglio 1919)
          2. Félix Alphonse Victor, conte di Caraman (18 gennaio 1843 - 18 luglio 1884) - sposò Marie Pauline Isabelle de Toustain (1848 - ?):
            1. Antoinette Louise Marie Victoire (6 gennaio 1875 - 10 gennaio 1965) - sposò Hélie de Durfort Civrac de Lorge, visconte di Durfort (2 gennaio 1868 - 12 maggio 1931): con discendenza;
            2. Madeleine Marie Louise Julie (9 febbraio 1881 - ?)

          3. Maurice, IV duca (10 aprile 1845 - 28 settembre 1931) - sposò Marie Adèle Henriette Arrighi de Casanova (11 settembre 1849 - 19 dicembre 1929), figlia di Ernest Arrighi de Casanova:
            1. Elisabeth-Anne Marie Victorine (3 ottobre 1871 - 30 novembre 1937) - sposò René Marie Louis de Rochechouart, conte di Mortemart (2 marzo 1867 - 15 febbraio 1941): con discendenza;
            2. Charles, V duca di Caraman (30 luglio 1873 - 29 maggio 1960) - sposò Octavine Marie Joséphine Augustine de Rohan-Chabot (7 giugno 1881 - 25 gennaio 1957):
              1. Pierre Paul Maurice Victor (14 novembre 1901 - 24 aprile 1944) - sposò Isabelle Marie Antoinette de Lassus (8 novembre 1907 - 11 gennaio 1997):
                1. Evelyne Françoise Marie (16 settembre 1928 - 24 giugno 1994)

              2. Marie Anne (19 gennaio 1904 - 24 agosto 1985) - sposò Marie Eugéne "Louis" de Curel (13 febbraio 1893 - 21 luglio 1983): con discendenza;
              3. Louis Charles Ernest Victor (9 aprile 1909 - 16 marzo 1934)

            3. Ernest Félix Anne Antoine (28 luglio 1875 - 18 maggio 1958) - sposò Hélène Marie Mathilde de Ganay (1 maggio 1890 - 8 dicembre 1974):
              1. Jean Victor, VI duca (3 agosto 1916 - 29 marzo 2010) - sposò Nada Esmée (1917 - ?); sposò poi Elga Hélène Sophie (5 dicembre 1941):
                1. (I) Christine Hélène (10 ottobre 1943) - ha sposato Taki Theodorakopoulos (1943), divorziando
                2. François Noel (4 gennaio 1947) - ha sposato Anne Noelle Marie Clotilde de Montal (1946), divorziando; ha sposato Evelyne Odette Denise Ubaud (1954), divorziando; ha sposato Géraldine Elisabeth Valentine von Hessenberg (1950):
                  1. (I) Sélena Antonia Marie (9 dicembre 1970)

                3. (II) Philippe Jean Maurice Gerhard (15 luglio 1971)

        2. Rosalie (1814 - 1872) - sposò Michel Gabriel Alphonse de Riquet de Caraman (5 giugno 1810 - 18 gennaio 1865): con discendenza;

      2. Georges (c. 1790 - 7 febbraio 1860) - sposò Marie Claire Duval de Grenonville:
        1. Clotilde (1824 - 1898) - sposò Arthur Henry Faret de Fournes (1823 - 1888): con discendenza;

      3. Louise (21 luglio 1789 - 15 aprile 1849) - sposò Louis Emmanuel Guignard de Saint Priest, duca d'Almazan (6 dicembre 1789 - 27 ottobre 1881): con discendenza;

    2. Maurice Gabriel Joseph, conte di Caraman (7 ottobre 1765 - 3 settembre 1835) - sposò Célestine Antoinette Elisabeth Rose Joséphine Hugues de la Garde (? - 8 aprile 1850):
      1. Marie Anne Gabrielle Joséphine Françoise (8 novembre 1792 - 12 gennaio 1823) - sposò Victor Marie Joseph Louis de Riquet de Caraman: con discendenza;

    3. Emilie (1767 - 1847) - sposò Charles de Baschi (1754 - 1801): con discendenza;
    4. Joseph, principe di Chimay - discendenti vedi sotto: Linea Riquet-Chimay

  4. Adélaide Madeleine Victoire - morta neonata
  5. Charles - morto neonato
- (II) Jean Gabriel (30 gennaio 1709 - 30 gennaio 1791) - sposò Marie Catherine Charlotte de Maupéou (1718 - 1773):
  1. Madeleine Louise Victorine (11 giugno 1749 - 30 giugno 1845) - sposò Alexandre Georges Claude Hyppolite Dadvisard de Taleran (24 febbraio 1748 - 23 marzo 1817): con discendenza;
  2. Catherine Pétronille Victoire (18 agosto 1740 - 1778) - sposò Antoine Jean Louis de Riquet de Caraman e Jean du Buisson de Bournazel
  3. Gabrielle Eulalie Louise (14 novembre 1744 - 1809) - sposò Jacques Paul Marie d'Avessens de St-Rome (1749 - 1822): con discendenza;
  4. Dorothée Etiennette (10 novembre 1743 - 27 luglio 1794) - sposò Moglie di Antoine de Malaret de Fonbeauzard e Jean Louis Augustin de Cambon Labastide: entrambi con discendenza;

#### Linea de Riquet-Chimay
François-Joseph-Philippe de Riquet, principe di Chimay (21 settembre 1771 - 2 marzo 1843) - sposò Giovanna Maria Ignazia Teresa Cabarrus y Galabert (31 luglio 1773 - 15 gennaio 1835):
1. Joseph I (20 agosto 1808 - 12 marzo 1886) - sposò Émilie Louise Marie Françoise Pellapra (11 novembre 1806 - 22 maggio 1871), presumibilmente figlia di Napoleone Bonaparte:
  1. Emilie (30 aprile 1832 - 31 maggio 1851) - sposò Frédéric de Langrage (21 giugno 1815 - 22 novembre 1883)
  2. Joseph di Riquet de Caraman-Chimay (9 ottobre 1836 - 29 marzo 1892) - sposò in prime nozze Marie Joséphine Anatole de Montesquiou-Fezensac (16 agosto 1834 - 25 dicembre 1884); sposò poi Marie Mathilde de Barandiaran (13 dicembre 1862 - 24 agosto 1919):
    1. (I) Joseph (3 luglio 1858 - 25 luglio 1937) - sposò Clara Ward (17 giugno 1873 - 9 dicembre 1916); sposò, una volta vedovo, Gilone Le Veneur de Tillières (24 luglio 1889 - 22 settembre 1962):
      1. (I) Marie Anatole Catherine Elisabeth (30 maggio 1891 - 13 febbraio 1939) - sposò Georges Albert Léon Decocq (3 dicembre 1892 - 15 maggio 1955)
      2. Joseph Marie Pierre Anatole Alphonse (6 agosto 1894 - 18 gennaio 1920)
      3. (II) Joseph Marie Alexandre Pierre Ghislain (6 aprile 1921 - 23 giugno 1990) - sposò Germaine Hélène Jeanne van der Meulen (1908 - ?)
      4. Elie Marie Charles Pierre Paul (22 ottobre 1924 - 3 gennaio 1980) - sposò Marie Elisabeth Marthe Antoine Manset (1926 - 2023):
        1. Philippe Joseph Marie Jean (12 ottobre 1948) - ha sposato Anne Noelle Marie Josephe Ripert (5 febbraio 1948), divorziando; ha sposato poi Christine Marie Georgine Sabine Goffinet (22 luglio 1952):
          1. (I) Charles Joseph Elie Jean Marie (12 agosto 1974)
          2. Jean Elie Marie Joseph (26 gennaio 1977) - ha sposato Marie Séverine Hoare (27 marzo 1976)

        2. Marie Gilone Stévenotte Solange (2 settembre 1950) ha sposato Jean René Dominique de la Poeze d'Harambure (23 maggio 1947): con discendenza;
        3. Alexandre Marie Hélène (13 giugno 1952)

    2. Élisabeth (11 luglio 1860 - 21 agosto 1952) - sposò Henry Greffulhe (25 dicembre 1848 - 31 marzo 1932): con discendenza;
    3. Marie Joseph Anatole Eugène Pierre (9 agosto 1862 - 12 ottobre 1913) - sposò Mathilde Barbe Marthe Werlé (18 settembre 1870 - 21 luglio 1906); sposò, una volta vedovo, Jeanne Marie Charlotte Carraby (20 aprile 1870 - 11 febbraio 1922)
      1. (I) Marie Henri Joseph Barbe Pierre Jean (28 maggio 1890 - 29 aprile 1968) - sposò Jacqueline Hennessy (19 dicembre 1903 - 7 maggio 1979)
      2. Marie Robert Guy (22 marzo 1891 - 11 giugno 1892)
      3. Marie Anne Barbe Mathilde Ghislaine (9 luglio 1894 - 17 maggio 1965) - sposò Gabriel Henri Marie Robert d'Harcourt (23 novembre 1881 - 18 giugno 1965): con discendenza;
      4. Anne Gabrielle (23 giugno 1901 - 12 settembre 1977) - sposò Charles Casimir Poniatowski (30 ottobre 1897 - 30 agosto 1980): con discendenza;

    4. Ghislaine Marie Anatole Pauline Henriette (24 ottobre 1865 - 23 dicembre 1955)
    5. Marie Josephine Anatole Augustine Geneviève (29 aprile 1870 - 29 aprile 1961) - sposò Charles Pochet-Le Barbier de Tinan (1864 - 1951)
    6. Marie Joseph Anatole Adolphe Charles Alexandre (9 marzo 1873 - 21 marzo 1951) - sposò Catherine Hélène Bibesco-Bassaraba de Brancovan (30 giugno 1878 - 4 marzo 1929); sposò, una volta vedovo, Mathilde Elisabeth Loewenguth (29 novembre 1870 - 10 luglio 1948):
      1. (I) Marc Adolphe Marie Joseph (9 ottobre 1903 - 13 febbraio 1992) - sposò Madeleine Lucienne Lagez (20 agosto 1922 - 22 agosto 1966)

  3. Marie Henriette Valentine (15 febbraio 1839 - 25 agosto 1914) - sposò Paul Antoine Jean Charles de Bauffremont (1827 - 1893), da cui divorziò: con discendenza; sposò poi Georges Bibesco Bassaraba (1834 - 1902)
  4. Marie Eugène Auguste (8 gennaio 1843 - 20 giugno 1881) - sposò Louise Marie Adèle de Graffenfield-Villars (17 giugno 1842 - 18 ottobre 1901):
    1. Marie Hélène (18 agosto 1864 - 31 maggio 1902) - sposò John Françis Charles Fane de Salis (19 luglio 1864 - 14 gennaio 1939)
    2. Marie Philippe Joseph Eugène (23 agosto 1866 - 30 gennaio 1869)
    3. Marie Josephe Ernestine Alice (27 marzo 1868 - 23 giugno 1953) - sposò Giovanni Battista Borghese (26 ottobre 1855 - 15 aprile 1918)
    4. Marie Josèphe Louise Emilie (15 settembre 1871 - 18 luglio 1944) - sposò Denis Othon Alexandre Franz SZÉCHÉNYI von SÁRVÁR und FELSÖVIDÉK (1 dicembre 1866 - 26 giugno 1934)
    5. Marie Joseph François Charles Philippe (2 settembre 1873 - 19 aprile 1877)
    6. Marie Josèphe Ernestine Magdeleine (29 maggio 1879 - 28 dicembre 1914) - sposò Joseph Ladislas Emmanuel Maria HUNYADY von KÉTHELY UND BALATONSZEMES (16 dicembre 1873 - 26 febbraio 1942)
    7. Marie Joseph Charles Philippe (1 febbraio 1881 - 30 novembre 1931) - sposò Marie Berthe Jeanne de Boisgelin (2 dicembre 1889 - 18 settembre 1967):
      1. Marguerite (29 dicembre 1913 - 1 settembre 1990) - sposò Maurice de Mac Mahon (13 novembre 1903 - 27 ottobre 1954): con discendenza;
      2. Guy (giugno 1920)
      3. Marie Joseph Hélène (7 ottobre 1921 - 28 luglio 2002) - sposò Henri Michel Marie Hyacinthe Hocquart de Turtot (1914 - ?)
2. Marie Gabriel Alphonse Ferdinand (5 giugno 1810 - 18 gennaio 1865) - sposò Rosalie Marie Joséphine de Riquet de Caraman (30 agosto 1814 - 12 maggio 1872):
  1. Marie-Clotilde-Élisabeth Louise (3 giugno 1837 - 8 novembre 1890) - sposò Eugène Arnould Henri Charles François Marie de Mercy-Argenteau (22 agosto 1838 - 1 maggio 1888): con discendenza;
  2. Victor Joseph Alphonse Frédéric (21 febbraio 1844 - 12 febbraio 1928) - sposò Gabrielle Marie Antoinette Lejeune (31 dicembre 1857 - 13 febbraio 1917), divorziando; sposò poi Mathéa Jeanne Julie Josèphe Lejeune de Munsbach (20 agosto 1871 - 24 novembre 1964):
    1. (I) Eugène Marcel Frédéric Alphonse (2 giugno - 27 giugno 1877)
    2. (II) Alphonse Joseph Marcel Jules Matteo Marie (23 giugno 1899 - 1 ottobre 1973) - sposò Mary Brenda Hamilton (28 marzo 1897 - ?):
      1. Louise Pamela Thérèse (18 novembre 1932) - ha sposato Hugh Edward Conway Seymour (1930)

    3. Thérèse Marie Mathilde Juliette Suzanne (28 aprile 1914 - 20 ottobre 1985) -

  3. Marie Anne Suzanne (21 febbraio 1844 - 6 agosto 1918) - sposò Marcel Konstanty Michael Adam Feliks Czartorynski (18 maggio 1841 - 25 novembre 1909)
3. Marie Louise Auguste Thérésia Valentine (19 febbraio 1815 - 4 ottobre 1876) - sposò Jean Georges Charles Frédéric Emmanuel du Hallay-Coetquen (5 ottobre 1799 - 9 marzo 1867): con discendenza;